# Grammont (Haute-Saône)
Pour les articles homonymes, voir Grammont.
Grammont est une commune française située dans le département de la Haute-Saône, la région culturelle et historique de Franche-Comté et la région administrative Bourgogne-Franche-Comté.

## Géographie

### Description
Grammont, village de l'Est de la France, est situé dans le nord de la Franche-Comté, à 10 km du chef-lieu de canton, Villersexel et à 10 km de L'Isle-sur-le-Doubs (25).

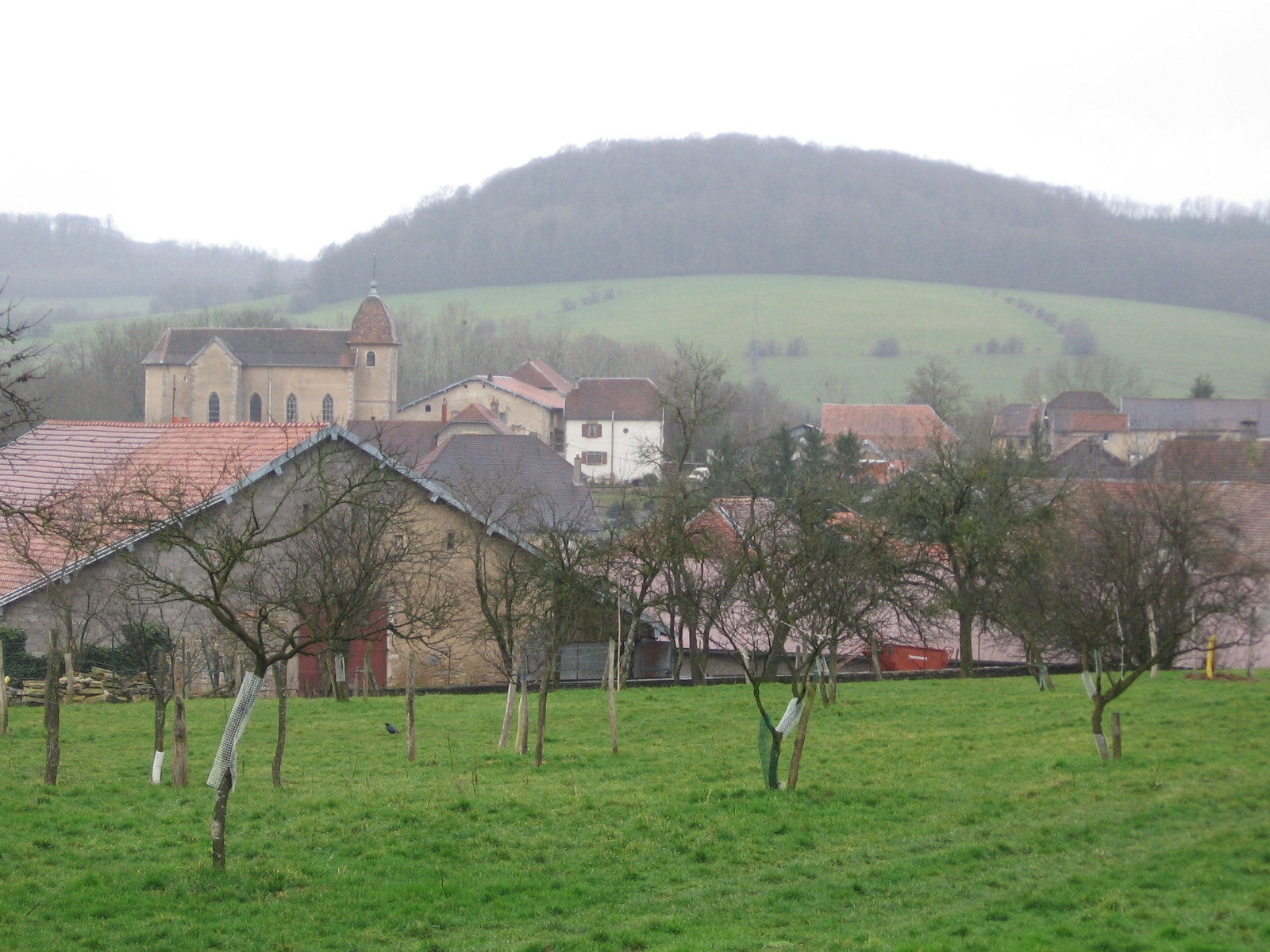
Vue générale
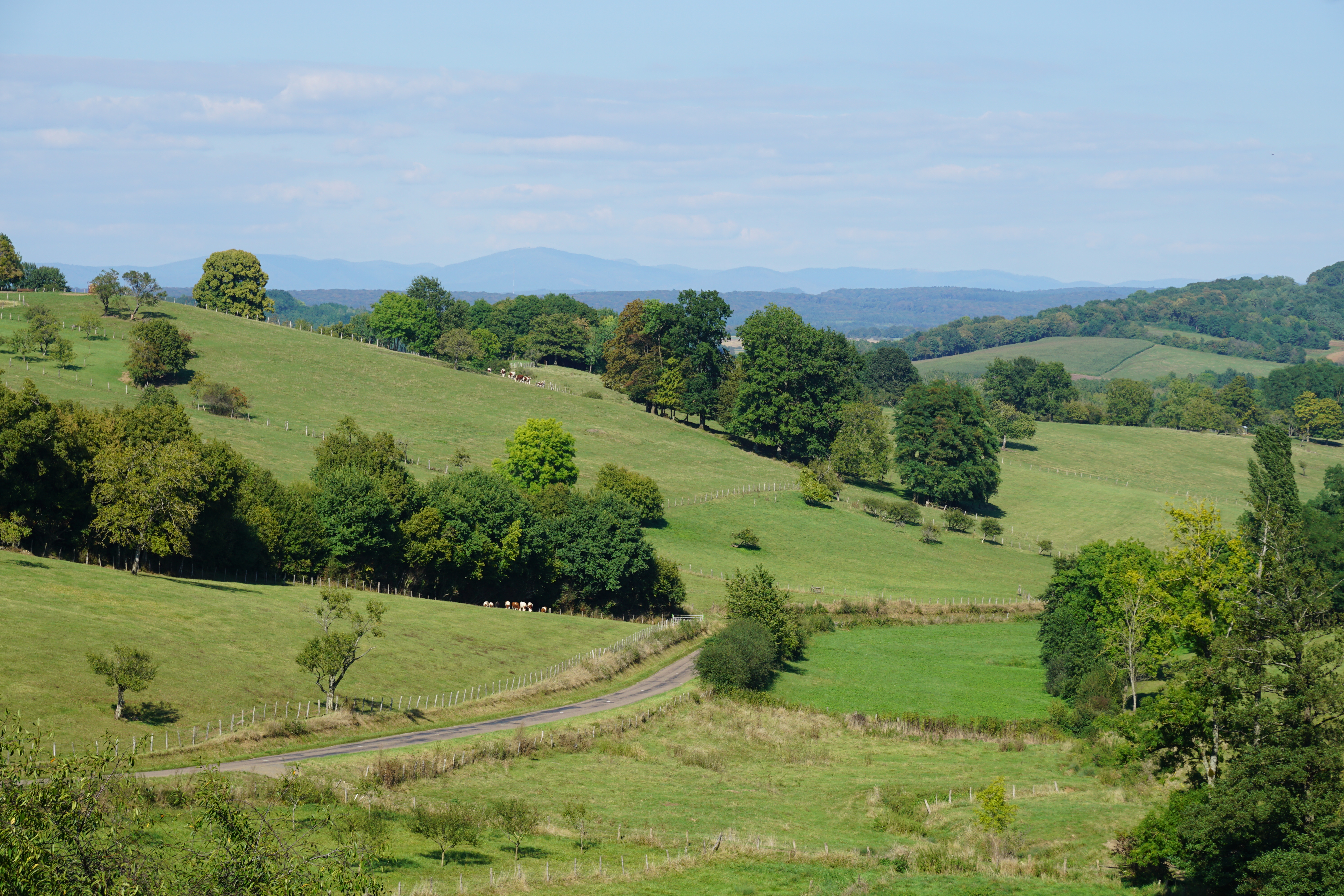
Paysage vers les Vosges.

### Communes limitrophes
Les communes limitrophes sont Accolans, Bournois, Fallon, Mélecey et Belles-Fontaines.

### Géologie et relief
Le territoire communal repose sur le bassin houiller keupérien de Haute-Saône (il fait partie de la concession de Mélecey exploitée de 1778 à 1865) et le gisement de schiste bitumineux de Haute-Saône daté du Toarcien.
Altitude moyenne : 350 m. La Motte de Grammont est à 512 m d'altitude. C'est le point culminant de la Haute-Saône non vosgienne.

### Climat
Pour des articles plus généraux, voir Climat de la Bourgogne-Franche-Comté et Climat de la Haute-Saône.
En 2010, le climat de la commune est de type climat de montagne, selon une étude du Centre national de la recherche scientifique s'appuyant sur une série de données couvrant la période 1971-2000. En 2020, Météo-France publie une typologie des climats de la France métropolitaine dans laquelle la commune est exposée à un climat semi-continental et est dans la région climatique Lorraine, plateau de Langres, Morvan, caractérisée par un hiver rude (1,5 °C), des vents modérés et des brouillards fréquents en automne et hiver.
Pour la période 1971-2000, la température annuelle moyenne est de 9,9 °C, avec une amplitude thermique annuelle de 17,2 °C. Le cumul annuel moyen de précipitations est de 1 355 mm, avec 13 jours de précipitations en janvier et 10,5 jours en juillet. Pour la période 1991-2020, la température moyenne annuelle observée sur la station météorologique de Météo-France la plus proche, « Villersexel Sa », sur la commune de Villersexel à 7 km à vol d'oiseau, est de 10,8 °C et le cumul annuel moyen de précipitations est de 1 037,9 mm. 
La température maximale relevée sur cette station est de 38,4 °C, atteinte le 8 août 2003 ; la température minimale est de −19,4 °C, atteinte le 20 décembre 2009,,.
Les paramètres climatiques de la commune ont été estimés pour le milieu du siècle (2041-2070) selon différents scénarios d'émission de gaz à effet de serre à partir des nouvelles projections climatiques de référence DRIAS-2020. Ils sont consultables sur un site dédié publié par Météo-France en novembre 2022.

## Urbanisme

### Typologie
Au 1er janvier 2024, Grammont est catégorisée commune rurale à habitat dispersé, selon la nouvelle grille communale de densité à sept niveaux définie par l'Insee en 2022.
Elle est située hors unité urbaine et hors attraction des villes,.

### Occupation des sols

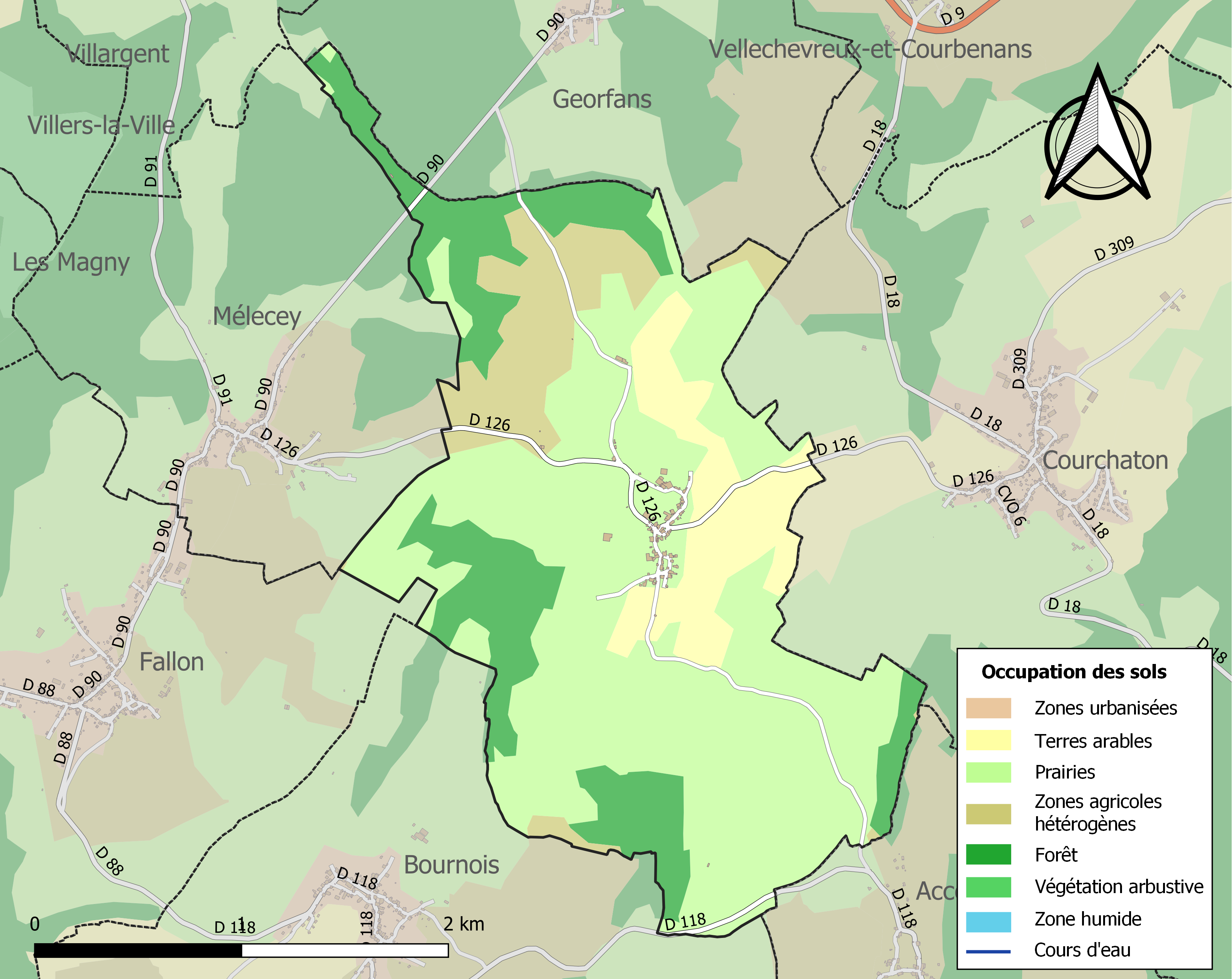
Carte des infrastructures et de l'occupation des sols de la commune en 2018 (CLC).

L'occupation des sols de la commune, telle qu'elle ressort de la base de données européenne d’occupation biophysique des sols Corine Land Cover (CLC), est marquée par l'importance des territoires agricoles (80,9 % en 2018), une proportion sensiblement équivalente à celle de 1990 (80,2 %). La répartition détaillée en 2018 est la suivante : 
prairies (59,2 %), forêts (19,1 %), zones agricoles hétérogènes (11,2 %), cultures permanentes (10,6 %). L'évolution de l’occupation des sols de la commune et de ses infrastructures peut être observée sur les différentes représentations cartographiques du territoire : la carte de Cassini (XVIIIe siècle), la carte d'état-major (1820-1866) et les cartes ou photos aériennes de l'IGN pour la période actuelle (1950 à aujourd'hui).

### Habitat et logement
En 2018, le nombre total de logements dans la commune était de 39, alors qu'il était de 38 en 2013 et en 2008.
Parmi ces logements, 72,1 % étaient des résidences principales, 17,8 % des résidences secondaires et 10,1 % des logements vacants. Ces logements étaient pour 100 % d'entre eux des maisons individuelles et pour 0 % des appartements.
Le tableau ci-dessous présente la typologie des logements à Grammont en 2018 en comparaison avec celle de la Haute-Saône et de la France entière. Une caractéristique marquante du parc de logements est ainsi une proportion de résidences secondaires et logements occasionnels (17,8 %) supérieure à celle du département (6,2 %) et à celle de la France entière (9,7 %). Concernant le statut d'occupation de ces logements, 82,1 % des habitants de la commune sont propriétaires de leur logement (79,3 % en 2013), contre 68,7 % pour la Haute-Saône et 57,5 % pour la France entière.
| Typologie                                               | Grammont | Haute-Saône | France entière |
| ------------------------------------------------------- | -------- | ----------- | -------------- |
| Résidences principales (en %)                           | 72,1     | 83          | 82,1           |
| Résidences secondaires et logements occasionnels (en %) | 17,8     | 6,2         | 9,7            |
| Logements vacants (en %)                                | 10,1     | 10,8        | 8,2            |

## Toponymie
Toponymie : de Grandi monta (1374), Grantmont (1416), Grandmont (1551).
Le nom du village est l'association de l'adjectif grand et du nom mont[réf. nécessaire].

## Histoire

### Temps modernes
Par lettres patentes du 10 mars 1657, la terre de Grammont est érigée en comté, en faveur de Claude-François de Grammont, chevalier d'honneur au Parlement de Dole. Après la prise de Besançon en 1674, Louis XIV fait démanteler les châteaux de Franche-Comté, et celui de Grammont est rasé. À partir de 1699, le château de Villersexel, issu de la famille de Rye, est le nouveau lieu de résidence de la famille de Grammont[réf. nécessaire].
La foire annuelle, le 22 février, est à Grammont une tradition vieille de plus de 500 ans. Sa création remonte au 8 août de 1502.
En Haute-Saône, sous l'ancien régime, on dénombre 266 foires, réparties dans 57 villes, bourgs ou villages. Au début du XIXe siècle, 69 localités se répartissent l'organisation de 377 foires. Un décret du 15 mars 1807 vient fixer pour Grammont,  la Foire aux chevaux au 22 février,  la Foire aux outils au 6 juin et  la Foire aux semences au 15 octobre. Les foires connaissent leur apogée dans les dernières années du siècle avec plus de 1 000 foires par an pour 120 localités. Une foire dans une commune était le symbole de l'autonomie et de la puissance villageoise.[réf. nécessaire]

### Époque contemporaine
À la fin du XIXe siècle, Chalon-sur-Saône et Grammont sont les deux plus grandes foires à chevaux de l'Est, avec une concentration sur la seconde qui allait de 400 à 800 chevaux selon l'année.
Les armées belges et italiennes y viennent parfois chercher des chevaux pour leur artillerie, ils étaient conduits à pied jusqu'à la gare de Villersexel par les palefreniers de ces armées. Les marchands flamands y viennent assez régulièrement. La Première Guerre mondiale, puis l'anémie infectieuse déciment le troupeau équin. Les mulets les remplacent ; on attelle même des vaches.
À Grammont, au début du XXe siècle, les foires aux outils et aux semences qui correspondaient aux époques de travaux intenses (fenaisons et labours) disparaissent. La foire aux chevaux, en période creuse, conserve toute sa raison d'être en fin d'hiver, d'où ce dicton : « Après la foire de Grammont, on sème l'avoine ».
La Seconde Guerre mondiale a raison du parc des chevaux avec les réquisitions massives de l'armée allemande pour les besoins du front russe.
En 1976, la population de Grammont redonne un second souffle à la foire pour en faire un lieu privilégié de rencontre pour le monde rural.

## Politique et administration

### Rattachements administratifs et électoraux

#### Rattachements administratifs
La commune se trouve dans l'arrondissement de Lure du département de la Haute-Saône.
Elle faisait partie depuis 1801 du canton de Villersexel. Dans le cadre du redécoupage cantonal de 2014 en France, cette circonscription administrative territoriale a disparu, et le canton n'est plus qu'une circonscription électorale.

#### Rattachements électoraux
Pour les élections départementales, la commune fait partie depuis 2014 d'un nouveau canton de Villersexel porté de 32 à 47 communes.
Pour l'élection des députés, elle fait partie de la deuxième circonscription de la Haute-Saône.

### Intercommunalité

Carte départementale représentant en rouge la communauté de communes du Pays de Villersexel.

Grammont est membre de la communauté de communes du Pays de Villersexel, un établissement public de coopération intercommunale (EPCI) à fiscalité propre créé fin 1999 et auquel la commune a transféré un certain nombre de ses compétences, dans les conditions déterminées par le code général des collectivités territoriales.

### Liste des maires
| Période   | Période                   | Identité           | Étiquette | Qualité                |
| --------- | ------------------------- | ------------------ | --------- | ---------------------- |
| 1975      | mars 2008                 | M. Claude Bourgeat |           |                        |
| mars 2008 | mai 2020                  | Jean-Paul Belon    |           |                        |
| mai 2020  | En cours (au 6 juin 2023) | Éliane Boucard     |           | Agricultrice retraitée |

## Population et société

### Démographie
L'évolution du nombre d'habitants est connue à travers les recensements de la population effectués dans la commune depuis 1793. Pour les communes de moins de 10 000 habitants, une enquête de recensement portant sur toute la population est réalisée tous les cinq ans, les populations de référence des années intermédiaires étant quant à elles estimées par interpolation ou extrapolation. Pour la commune, le premier recensement exhaustif entrant dans le cadre du nouveau dispositif a été réalisé en 2007.

En 2022, la commune comptait 67 habitants, en évolution de +4,69 % par rapport à 2016 (Haute-Saône : −1,4 %, France hors Mayotte : +2,11 %).
| 1793 | 1800 | 1806 | 1821 | 1831 | 1836 | 1841 | 1846 | 1851 |
| ---- | ---- | ---- | ---- | ---- | ---- | ---- | ---- | ---- |
| 335  | 385  | 384  | 381  | 406  | 415  | 422  | 395  | 374  |

| 1856 | 1861 | 1866 | 1872 | 1876 | 1881 | 1886 | 1891 | 1896 |
| ---- | ---- | ---- | ---- | ---- | ---- | ---- | ---- | ---- |
| 291  | 279  | 275  | 246  | 225  | 214  | 206  | 199  | 208  |

| 1901 | 1906 | 1911 | 1921 | 1926 | 1931 | 1936 | 1946 | 1954 |
| ---- | ---- | ---- | ---- | ---- | ---- | ---- | ---- | ---- |
| 196  | 191  | 182  | 149  | 151  | 130  | 126  | 116  | 105  |

| 1962 | 1968 | 1975 | 1982 | 1990 | 1999 | 2006 | 2007 | 2012 |
| ---- | ---- | ---- | ---- | ---- | ---- | ---- | ---- | ---- |
| 100  | 96   | 78   | 84   | 74   | 71   | 74   | 74   | 65   |

| 2017 | 2022 | - | - | - | - | - | - | - |
| ---- | ---- | - | - | - | - | - | - | - |
| 66   | 67   | - | - | - | - | - | - | - |

Le village comptait 374 habitants au moment de la Révolution de 1789 et 422 sous le règne du roi Louis-Philippe.

### Manifestations culturelles et festivités
- Foire historique (depuis 1502) où sont présentés matériels agricoles, animaux (notamment des chevaux), produits et savoir-faire de terroir[24]. C'est la plus ancienne foire du département de la Haute-Saône après la foire de la Sainte-Catherine à Vesoul.

## Économie
L'activité de la commune est essentiellement agricole.

## Culture locale et patrimoine

### Lieux et monuments
- L'église de Grammont, dédiée à saint Martin, a été entièrement reconstruite en 1865, sauf le clocher. L'ancienne église datait du XIIe siècle et du XVIIIe siècle.
- Dans le village, on peut également remarquer de nombreuses maisons des XVe siècle et XVIe siècle. Place de la mairie, une maison du XVIe siècle à tourelle octogonale (ancienne maison de Prévost).
- Le manoir de Grammont du XVIIIe, remanié aux XIXe et XXe siècles. Il se situe en haut du village. Privé.

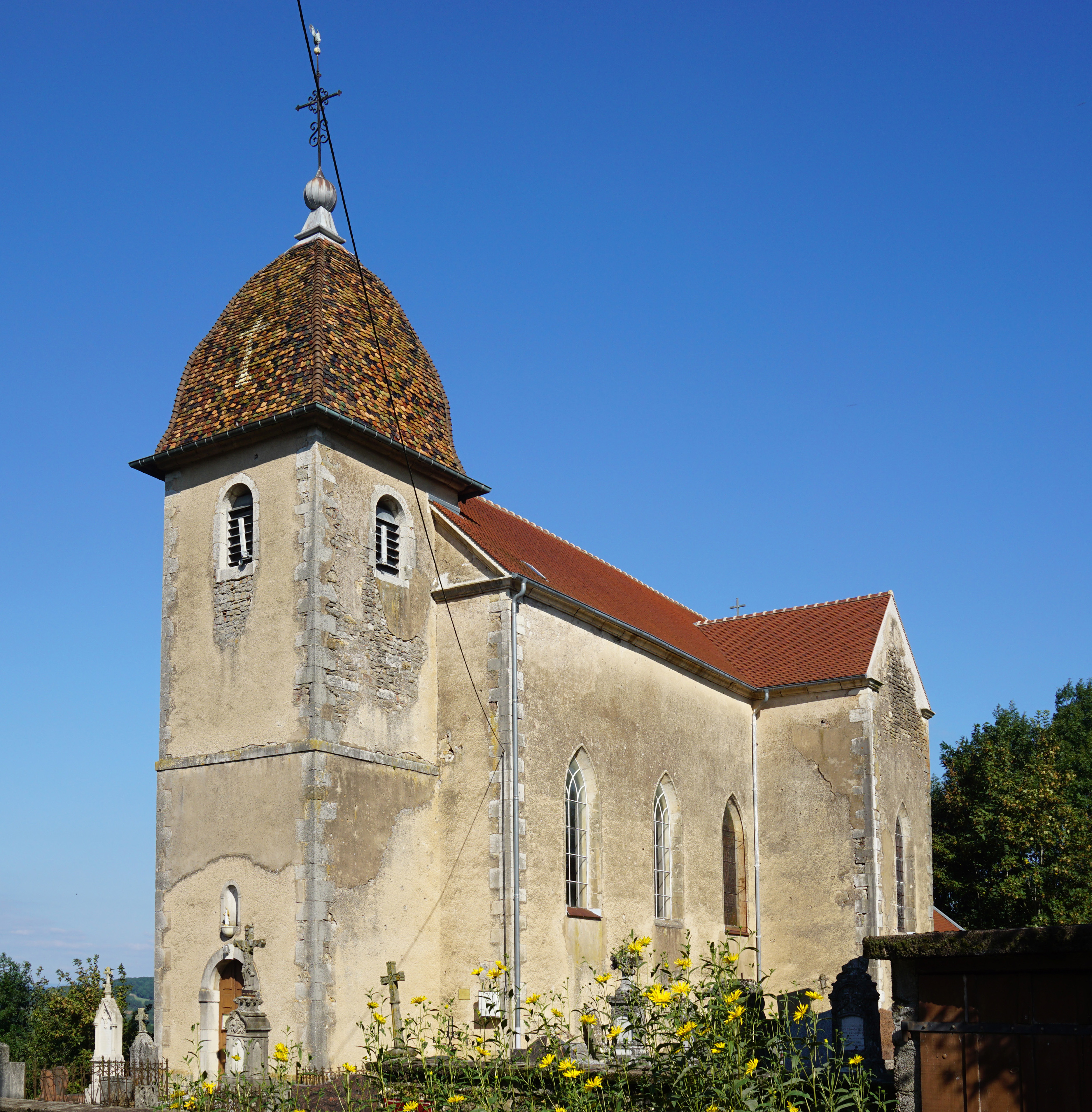
L'église.
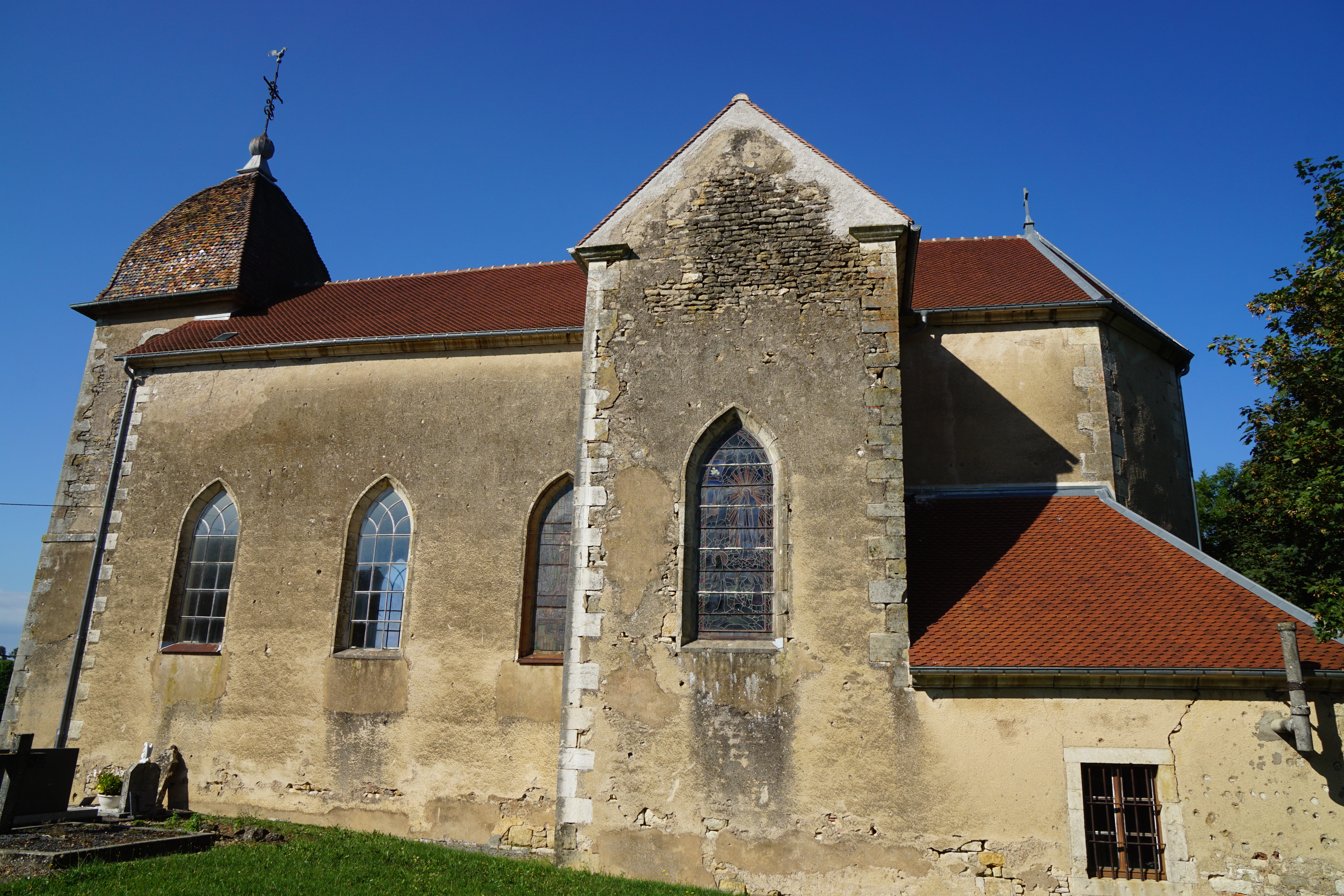
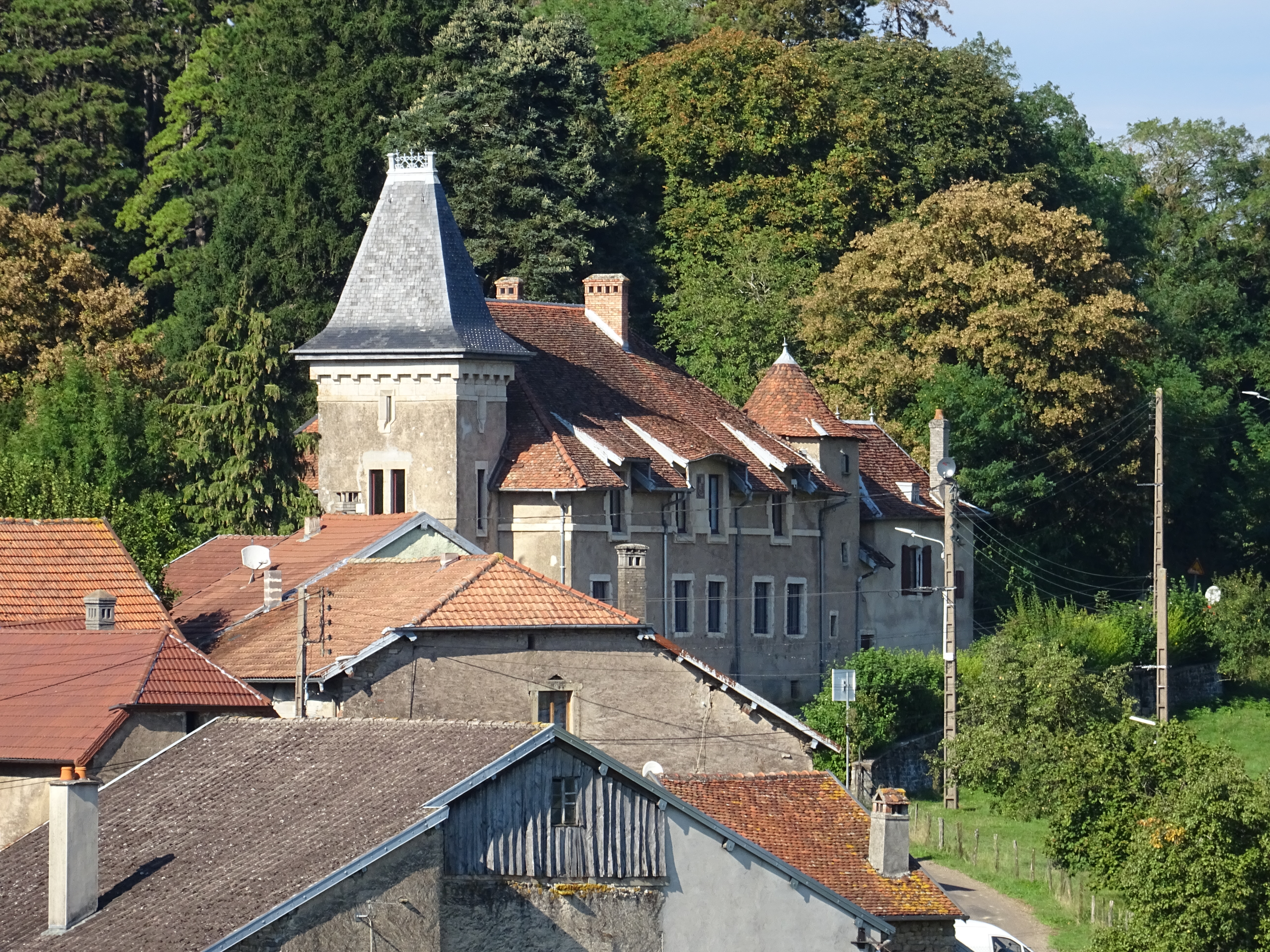
Manoir.
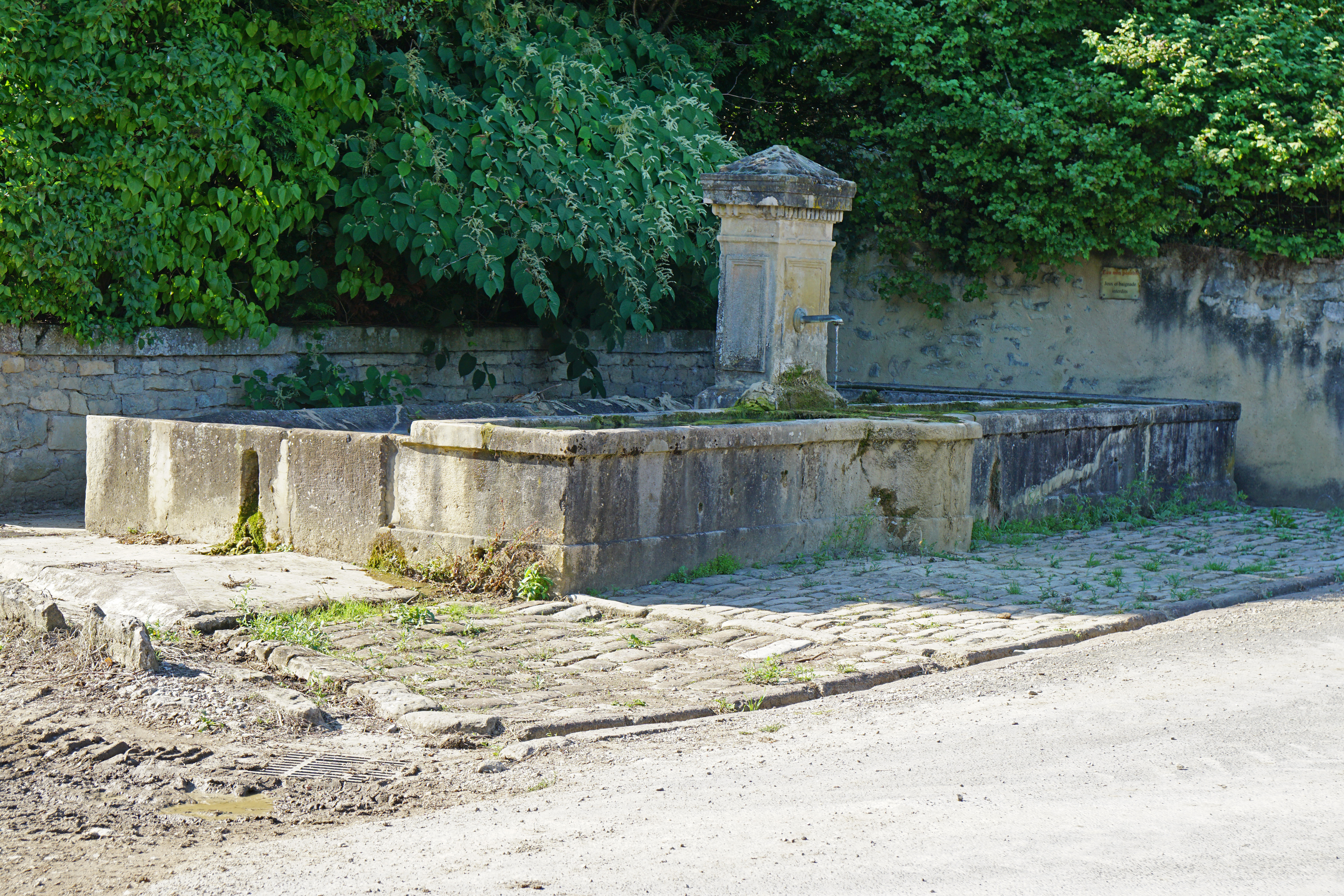
Fontaine.

### Personnalités liées à la commune
Personnalités nées ou ayant vécu à Grammont :
- Guillaume-Xavier Labbey de Pompières (1751-1831), député du parti libéral sous la Restauration, né à Grammont. Sa petite-fille épousa Odilon Barrot, ministre de la Justice de Napoléon III.
- Camille Rampont (1869-1939), général de division, libérateur de Bischwiller (Alsace) en novembre 1918. Il eut comme officier d'ordonnance le commandant Charles de Gaulle, qui est témoin au mariage de sa fille en l'église de Grammont le 5 octobre 1929.

### Héraldique
| Blason de Grammont (Haute-Saône) | Blason  | D'azur à trois bustes de reine de carnation, chevelée de sable et couronnée d'or. |
| Blason de Grammont (Haute-Saône) | Détails | Le statut officiel du blason reste à déterminer.                                  |

## Pour approfondir